# Удонтхани (провинция)
Удонтхани (тайск. อุดรธานี) — провинция в Таиланде. Находится в регионе Исан на северо-востоке страны.
Граничит с провинциями Нонгкхай (на севере), Саконнакхон (на востоке), Каласин (на юго-востоке), Кхонкэн (на юго-западе), Нонгбуалампху (на западе) и Лей (на северо-западе). Площадь провинции составляет 11 730 км². Административный центр — город Удонтхани.
Население провинции по данным на 2014 год составляет 1 572 300 человек. В административном отношении подразделяется на 20 районов (ампхе).